# Macrostylophora angustihamulus
Macrostylophora angustihamulus är en loppart som beskrevs av Li Kueichen, Zhang Rongguang et Zeng Yachun 1988. Macrostylophora angustihamulus ingår i släktet Macrostylophora och familjen fågelloppor. Inga underarter finns listade i Catalogue of Life.